# Storm Baseball
Uniformes
Les Storm de Lagny-sur-Marne (couramment appelé Storm Baseball) est un club français de baseball créé en 2014 et localisé à Lagny-sur-Marne en Seine-et-Marne à 30km de Paris. Le club évolue en Championnat de France au niveau Régional 1. Les matchs à domicile sont disputés sur le terrain d'honneur du Parc des sports de Lagny-sur-Marne.

## Histoire

### Les débuts (2014-2021)
Le club est fondé en 2014 par des passionnés de baseball, joueurs et entraîneurs, hommes et femmes. Sous la houlette de Philippe De Dea, ancien entraîneur de l'équipe de France de baseball, l'équipe senior termine sa première saison champion de Régionale 3 et accède à la Régionale 2 après sa victoire en finale face aux Félins d'Herblay (18-5). C'est le début de l'ascension fulgurante du club, qui accède l'année suivante à la Régionale 1 puis atteint la Nationale 2, en se hissant en demi-finale pour l'accession en Nationale 1 (aujourd'hui fusionnée avec la Division 2). Le club remporte sa finale de Régionale 1 à Ermont face aux Expos (14-12) mais s'incline en finale de Nationale 2 face aux Arvernes de Clermont.  
Le club réalise ensuite une saison compliquée en Nationale 1, en raison d'un nombre insuffisant de joueurs et de difficultés logistiques. Il est finalement relégué en Régionale 2. Les nombreux déplacements à travers la France, les matchs au niveau relevé, demandent une structure organisationnelle adaptée. Les Storm font donc le choix de repartir en Régionale 3, afin de fonder des bases solides saison après saison pour accéder aux niveaux supérieurs progressivement.    
L'équipe remonte en Régionale 2 en 2021, après une année blanche et l'annulation des compétitions en raison de la crise sanitaire du Covid-19. Jouant jusqu'alors sur le terrain Avenue George Bonnet, l'équipe déménage ses matchs à domicile sur le terrain d'honneur du Parc des sports de Lagny-sur-Marne, ancien terrain de football du club de la ville. Il bénéficie ainsi d'un local adapté et de gradins pour les spectateurs. Cette période marque le début de la mue du club.    

### Nouvelle génération (2022-)
La direction du club, composée de membres fondateurs et d'un noyau dur de joueurs présents depuis la création de celui-ci, se fixe différents objectifs : la montée de l'équipe 1 en division supérieure, l'attraction de juniors, l'avenir du club, l'exemplarité sportive et structurelle et un terrain aux normes pour jouer des matchs dans les meilleures conditions possibles. 
L'équipe 1 enregistre ainsi l'arrivée de jeunes talents, comme Gary Gilbert, Esteban Lamotte (Equipe de France Juniors en 2015) et Owen Chauveau, joueur de Division 1 venant des Lions de Savigny, mais également des joueurs expérimentés tels Bartosz Sulinski, receveur international Polonais ayant remporté des trophées en Pologne, passé par le Paris Université Club en Division 1, Juan Carela, short-stop passé par les Cougars de Montigny et le PUC. Pour la saison 2025, les Storm annoncent la signature du joueur vénézuélien Harvey Garcia, ancien joueur de MLB, passé par les Florida Marlins et les Red Sox aux États-Unis et par les Tigers de Toulouse et le PUC en France.
Les catégories Juniors, présentes depuis la création des Storm, demeurent au coeur du projet et côtoient ainsi régulièrement ces joueurs expérimentés passés par le haut niveau français. L'équipe 12U est d'ailleurs championne départementale en 2023. A l'aube de l'année 2024, le club marque cette nouvelle ère avec la modernisation du logo du club, l'introduction de la mascotte Stormy, représentant Pégase. 
Le club est engagé dans sa ville et son agglomération, met en avant la jeunesse du club et promeut l'égalité des profils et des sexes au sein de ses équipes. Les débutants sont toujours bienvenus. L'objectif affiché d'un nouveau terrain prend forme à la fin de l'année 2024 lorsque la ville de Lagny-sur-Marne met à disposition une parcelle vierge pour le club afin de lui donner toutes les chances de réussite dans ses projets sportifs et associatifs.

## Palmarès
- Champion de Régionale 3 : 2015
- Champion de Régionale 1 : 2017
- Champion de Régionale 3 : 2021
- Champion de Régionale 2 : 2024

## Personnalités du club
Philippe De Dea (2014-2025) : Arbitre (D1/D2), Dipômé d'état
- Head coach de l'équipe de France Senior (2009-2012)
- Entraîneur des Templiers Seniors (2001-2007)

Harvey Garcia (2025-)
- MLB (2000-2010) : Marlins, Red Sox, Pirates, Dodgers
- FFBS (2016-) : Tigers Toulouse, Duffy Duck's, PUC, Storm

## Stade
De leur création jusqu'en 2021, les Storm disputaient leurs rencontres sur le terrain Avenue George Bonnet, à Lagny-sur-Marne.  
À la suite de la construction de la nouvelle caserne de pompiers à cet emplacement, la municipalité a mis à disposition du club le terrain d'honneur du Parc des Sports, ancien terrain de football des Messagers de Lagny. 

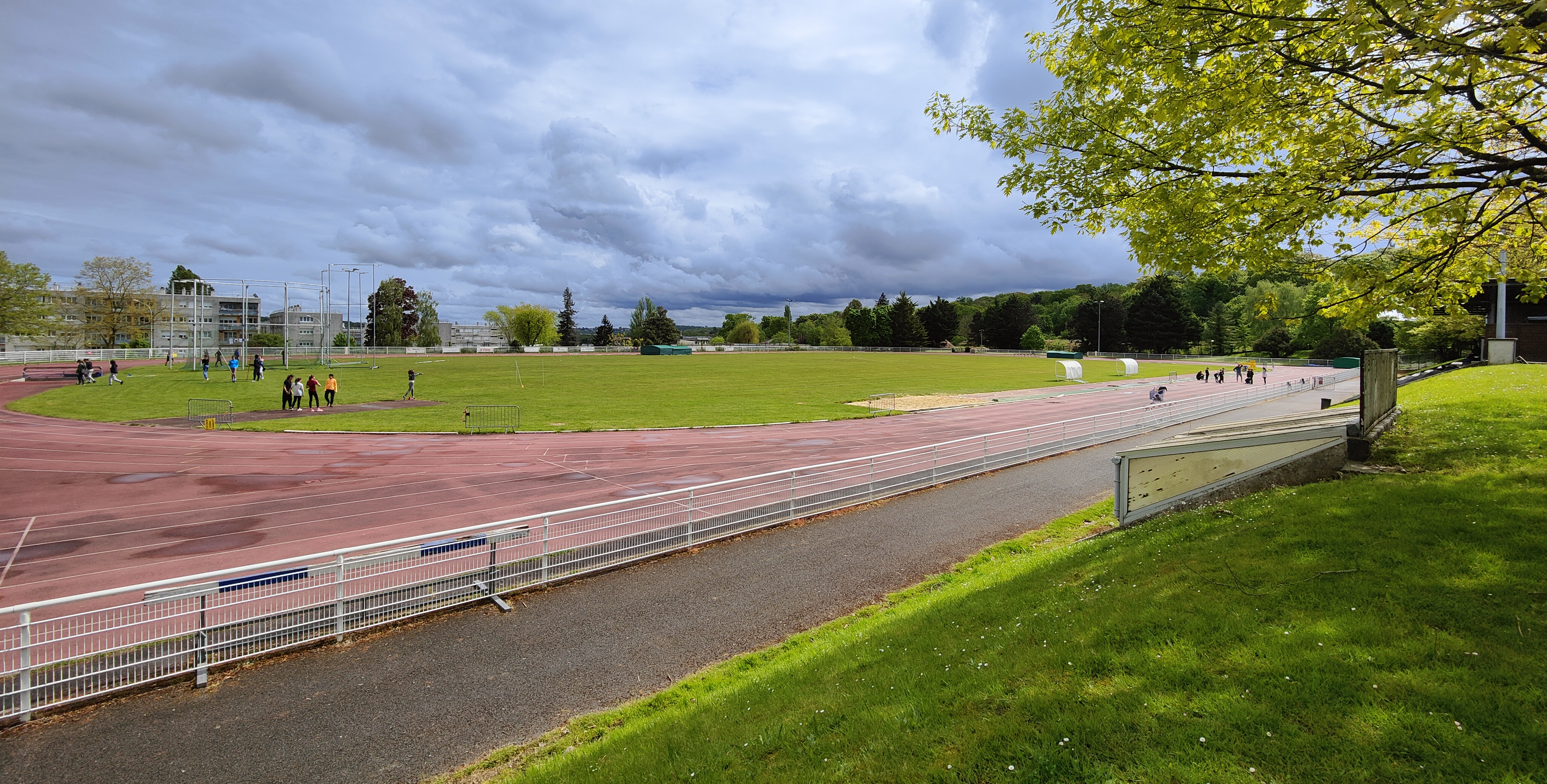
Terrain d'honneur du Parc des Sports de Lagny-sur-Marne
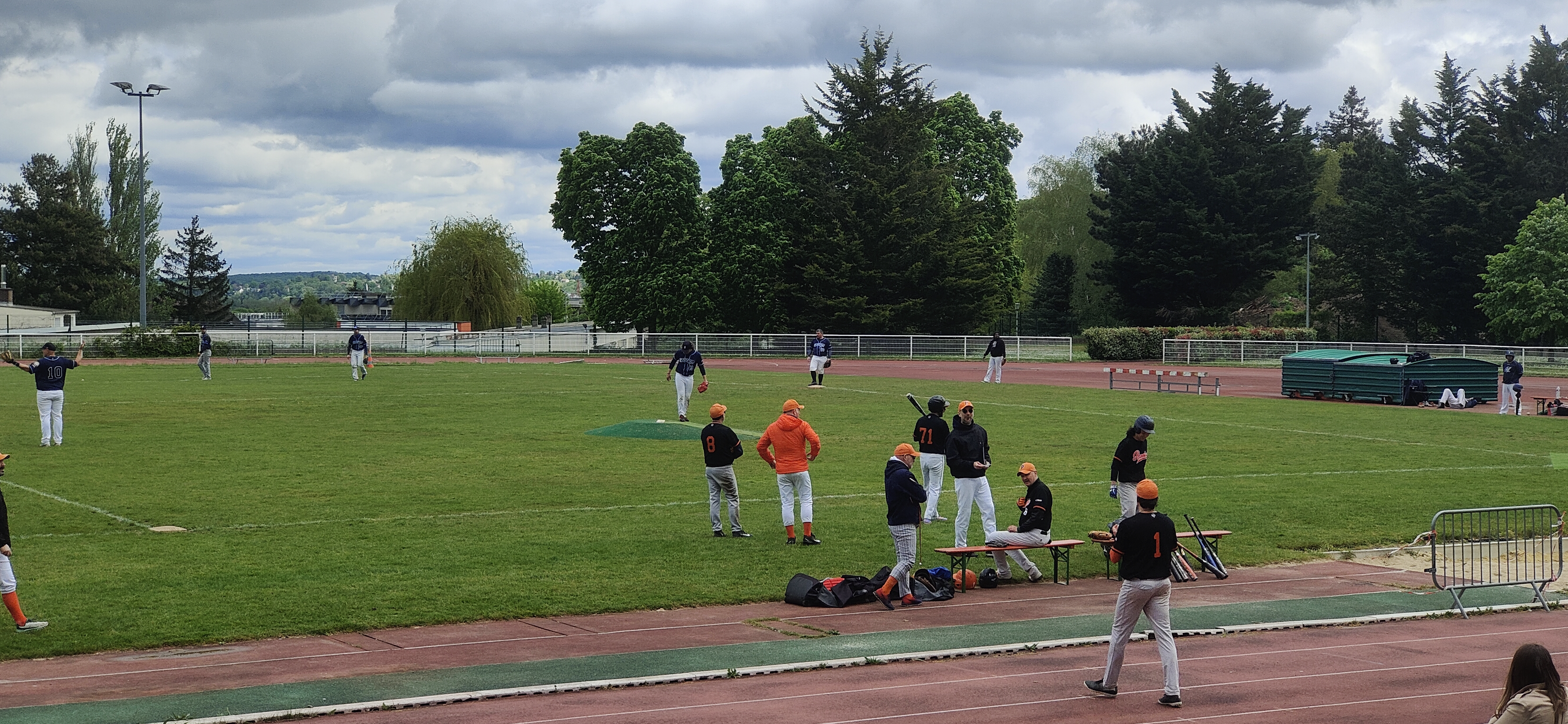
Match de R2 (28/04/2024) contre le Ranelagh
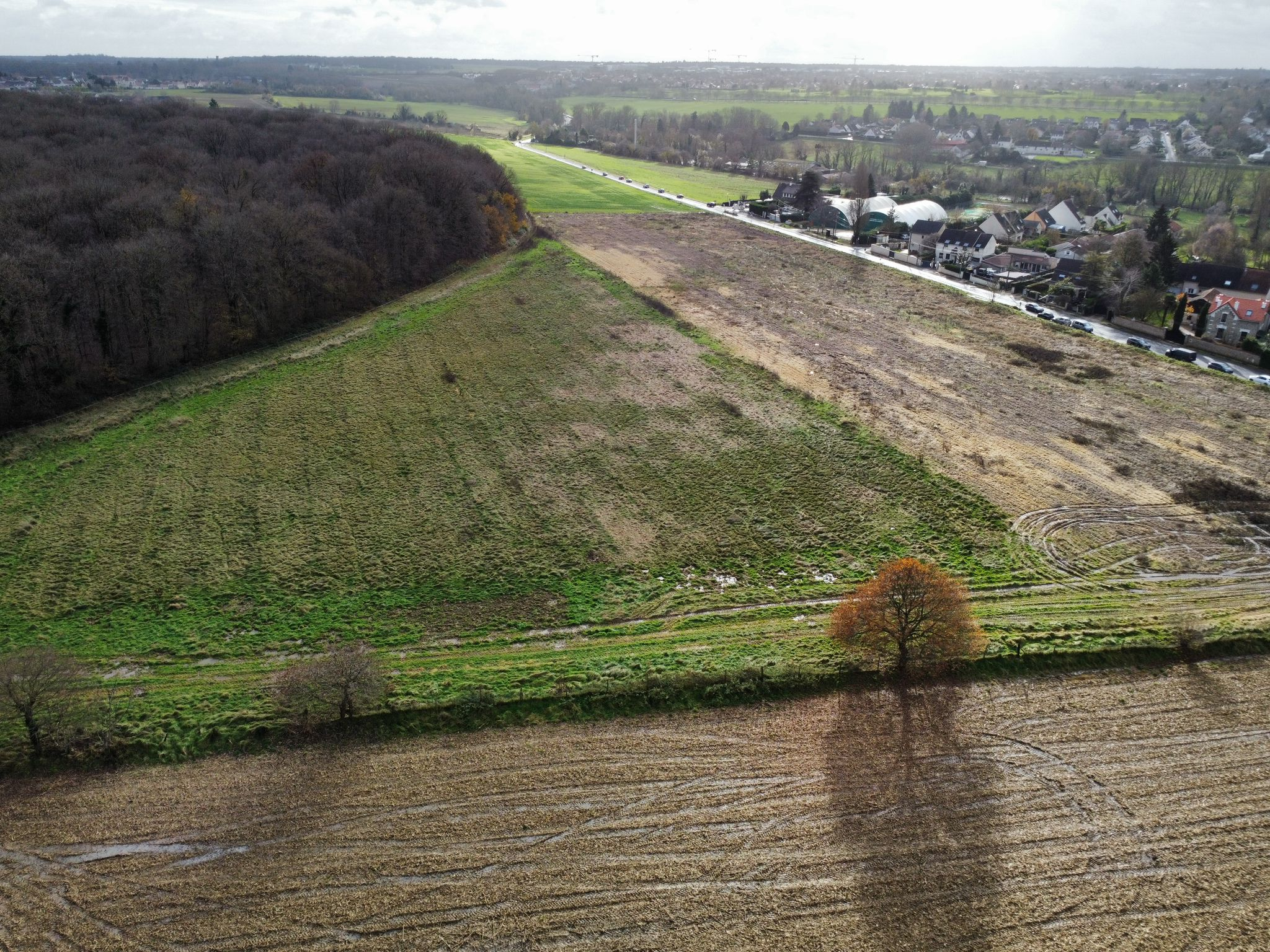
Emplacement du futur terrain, Route de Tournan
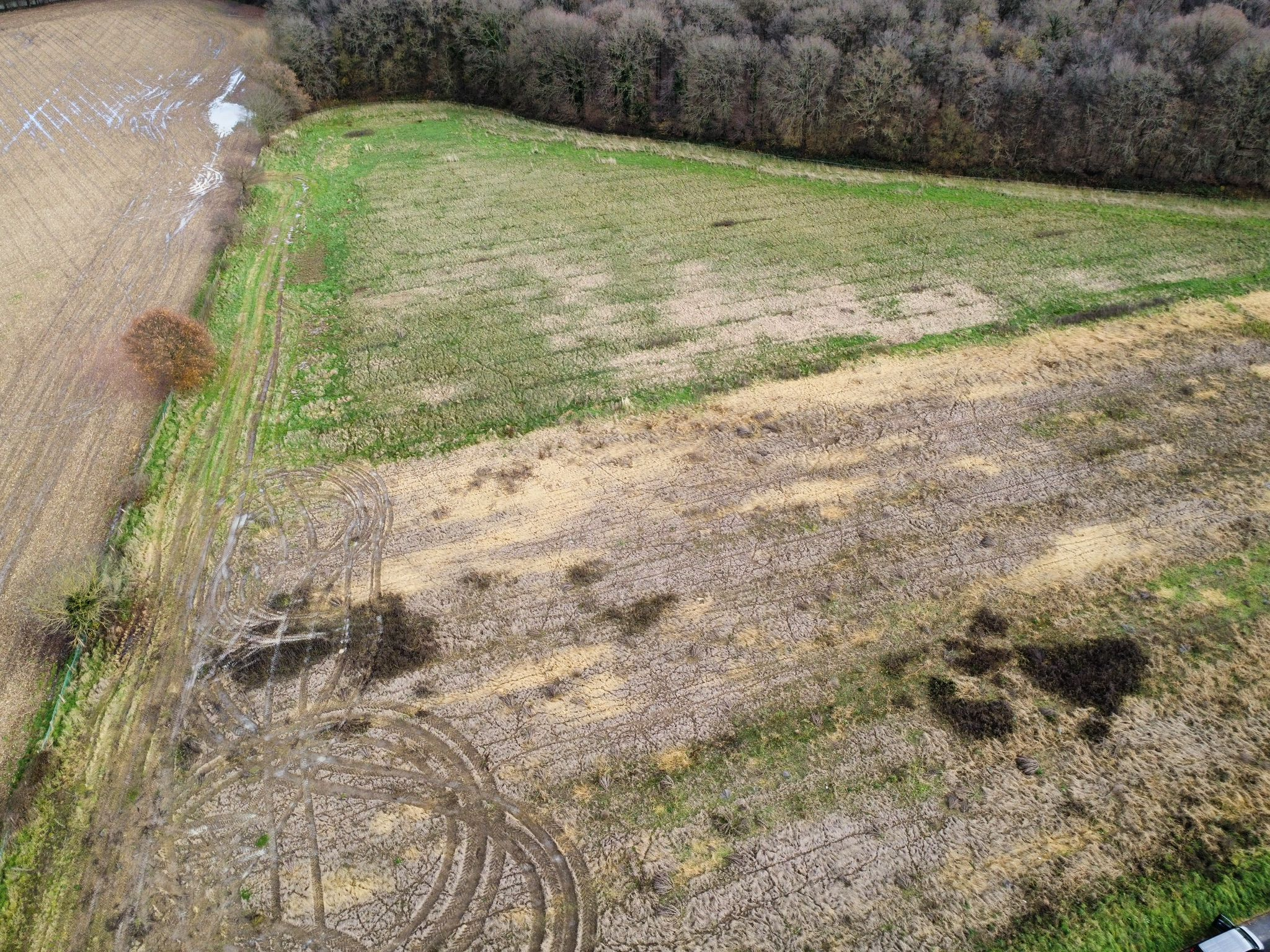
Emplacement du futur terrain des Storm

En décembre 2024, en collaboration avec la mairie de Lagny-sur-Marne, le club annonce la construction de son propre terrain de baseball, sur une parcelle de 4ha, situé Route de Tournan. La conception de ce terrain sera éco-responsable et respectueuse de l'environnement. Les travaux démarrent au printemps 2025 et la date de livraison du terrain est fixée à la fin d'année 2026. Il s'agira du second véritable terrain de baseball de Seine-et-Marne, après le Templiers Stadium. 

## Bilan saison par saison
| Saison | Division                  | Saison régulière | Saison régulière | Saison régulière | Séries éliminatoires                                                         |
| Saison | Division                  | Classement       | Vic.             | Déf.             | Séries éliminatoires                                                         |
| ------ | ------------------------- | ---------------- | ---------------- | ---------------- | ---------------------------------------------------------------------------- |
| 2015   | Régionale 3               | 1er              |                  |                  | Finale : V 18-5 (Félins d'Herblay) Champion                                  |
| 2016   | Régionale 2               | 2e               |                  |                  | Finale : D (Blue Stars Saint-Leu) Vice-champion                              |
| 2017   | Régionale 1 / Nationale 2 | 1er              |                  |                  | Champion régional IDF Finale : D (Clermont Arvernes) Vice-champion de France |
| 2018   | Nationale 1               |                  |                  |                  |                                                                              |
| 2019   | Régionale 2               |                  |                  |                  |                                                                              |
| 2020   | Régionale 3               |                  |                  |                  |                                                                              |
| 2021   | Régionale 3               | 1er              |                  |                  | Champion                                                                     |
| 2022   | Régionale 2               |                  |                  |                  |                                                                              |
| 2023   | Régionale 2               |                  |                  |                  | Finale                                                                       |
| 2024   | Régionale 2               | 1er              | 14               | 1                | Finale : D 0-7 (Cerbères) Vice-champion                                      |
| 2025   | Régionale 1               |                  |                  |                  |                                                                              |